# Un prince à New-Orge
Un prince à New-Orge (France) ou Faites le mur, pas la guerre (Québec) (Coming to Homerica) est le 21e épisode de la saison 20 de la série télévisée d’animation Les Simpson.

## Synopsis
Krusty jouant aux échecs avec M. Tiny est interrompu par l'un de ses employés : les produits de la marque Krusty comportent un certain nombre de problèmes. En particulier, le Krusty Burger a été déclaré le produit de fast food le moins sain du monde. Krusty décide alors de créer un nouveau hamburger, contenant le légume le moins cher possible : de l'orge. Les gens affluent et testent le nouveau hamburger, et tombent aussitôt malades. L'orge provient d'Ogdenville, une ville fondée par des émigrants norvégiens, et il s'avère qu'un rat s'est pris dans une moissonneuse-batteuse. Le fermier interviewé par Kent Brockman étant incapable d'assurer que l'orge d'Ogdenville sera sain à l'avenir, l'économie de la ville s'effondre aussitôt et les habitants d'Ogdenville sont obligés d'émigrer à Springfield.
Travailleurs, les habitants d'Ogdenville sont chaleureusement accueillis, car ils acceptent d'effectuer toutes les basses besognes que les Springfieldiens rechignent à effectuer. Mais leur présence a aussi ses inconvénients : leur culture prend le pas sur la culture locale. Bart se blesse en défiant des enfants d'Ogdenville en saut à Skateboard, et l'hôpital où l'emmène la famille est surchargé par la présence des Ogdenvilliens. La Taverne de Moe change aussi d'ambiance : envahie par les Ogdenvilliens, elle ne sert plus que de l'Aquavit, et Homer, l'ayant bue comme de la bière, est incapable de dessouler et est renvoyé de la centrale. La xénophobie monte et le conseil municipal décide de bannir les immigrants d'Ogdenville de Springfield.
La police de Springfield est chargée de garder la frontière, mais le chef Wiggum et Eddie s'avèrent incapables d'accomplir leur tâche. Ils décident donc de créer une milice constituée d'habitants de Springfield. Celle-ci, plus ou moins dirigée par Homer, échoue à son tour. Le maire Quimby décide en dernier en recours de construire un mur autour de Sprinfield pour en interdire l'accès aux Ogdenvilliens. Mais les habitants de Springfield étant incapables de construire eux-mêmes le mur, ils demandent aux Ogdenvilliens de les aider. Pendant la construction du mur, Ogdenvilliens et Springfieldiens prennent conscience des liens qui les unissent, si bien qu'à la fin de la construction, chacun manque à l'autre. Les Ogdenvilliens rentrent alors à l'intérieur de Springfield par une porte qu'ils avaient construite, et les deux communautés fêtent leurs retrouvailles.